# قنومة
القـنّومَة أو القَشوة (الاسم العلمي: Mormyrus) هي جنس من الأسماك تتبع فصيلة الأسماك القنومية من رتبة عظميات اللسان.

## الأنواع
- قنومة برناردية
- قنومة توماسية
- قنومة حصانية
- قنومة خطماء
- قنومة رقيقة الخطم
- قنومة زرقاء
- قنومة طويلة الخطم
- قنومة غنمية
- قنومة فيليكسية
- قنومة كبيرة الرأس
- قنومة نيلية
- (الاسم العلمي:Mormyrus casalis)
- (الاسم العلمي:Mormyrus caschive)
- (الاسم العلمي:Mormyrus goheeni)
- قنومة هاسلكويست
- قنومة هيلدبراند
- (الاسم العلمي:Mormyrus iriodes)
- (الاسم العلمي:Mormyrus lacerda)
- قنومة كبيرة العيون
- (الاسم العلمي:Mormyrus rume)
- قنومة متموجة
- قنومة طويلة الخطم